# East Trading Wang
East Trading Wang est un groupe de punk hardcore estonien.

## Biographie
East Trading Wang est formé en 1997 autour de Kristjan Pärn (guitare, chant), Maik Rõngelep (batterie), Margus « Kusti » Gustavson (guitare) et Margus Laasma (basse). East Trading Wang traite de la domination mondiale depuis la Chine.
En 2004, ils participent avec leur chanson Marketized à une compilation intitulée The Beast Released, qui comprend 18 chansons axées thrash, death, doom, et metal progressif. Cette même année, le groupe publie son premier album studio, Employees of the Year.
Ils publient, en 2005, leur album studio Favela, Yayo, Caipirinha,. East Trading Wang joue ensuite au festival Rabarock. En 2013, ils participent au Rock Summer 25.

## Membres
- Kristjan Pärn - guitare, chant
- Margus Gustavson - guitare
- Margus Laasma - basse
- Maik Rõngelep - batterie

## Discographie
- 1999 : The Return of the Robot (vidéo)
- 2001 : True "Live" Evil (vidéo)
- 2004 : Laibalapsed 2 (vidéo)
- 2004 : Employees of the Year
- 2005 : Valeühendus (single)
- 2005 : Favela, Yayo, Caipirinha